# Łąkomin (wieś)
Łąkomin (do 1945 r. niem. Lindwerder) – wieś w Polsce położona w województwie lubuskim, w powiecie gorzowskim, w gminie Lubiszyn.
W latach 1975–1998 miejscowość administracyjnie należała do województwa gorzowskiego. Według danych z 2004 r. liczyła 4 mieszkańców. Łąkomin wraz z Buszowem należą do sołectwa Brzeźno. Przez wieś przepływa rzeczka Łąkomianka (niem. do 1945 r. Sennewitz; Ścieniawica).

## Historia
Miejscowość została założona w 1765 r. na terenie starej smolarni, jako kolonia Barnówka. W 1801 r. mieszkało tutaj 3 kolonistów i znajdowała się smolarnia. W 1844 r. Łąkomin liczył już 27 budynków mieszkalnych, działał młyn (Sennewitz Mühle). Od 29.04.1872 r. stał się oddzielną gminą (niem. Gemeinde) i uniezależnił od Barnówka. W końcu XIX w. wybudowano tu pałac, którego właścicielem był berliński przemysłowiec. Po 1945 r. wieś popadła w ruinę, a wiele budynków zostało rozebranych prawdopodobnie na rzecz odbudowy Warszawy. Ocalał jedynie pałac (splądrowany przez wojska radzieckie) i zabudowania przypałacowe. Polska nazwa Łąkomin została nadana w 1948 r.

## Demografia
Ludność w ostatnich 3 stuleciach:

Wykres:

Tabela:
| Rok  | Ilość mieszkańców |
| ---- | ----------------- |
| 1818 | 74                |
| 1852 | 252               |
| 1871 | 281               |
| 1933 | 218               |
| 1998 | 7                 |
| 2002 | 2                 |
| 2004 | 3                 |
| 2011 | 9                 |
| 2021 | 10                |

## Atrakcje turystyczne
- pałac myśliwski – pochodzi z końca XIX w. W czasach PRL stanowił własność gorzowskiej firmy Stilon i funkcjonował jako zakładowy ośrodek wypoczynkowy. Aktualnie (2014 r.) własność prywatna – Centrum Konferencyjno-Wypoczynkowe & SPA - Pałacyk „Łąkomin”. W skład kompleksu wchodzą również: budynek dawnego młyna, pomieszczenia gospodarcze, park, staw[11]. Przy pałacu funkcjonuje browar rzemieślniczy Łąkomin[17].